# Vaga general espanyola de 1917
La vaga general del 1917 fou una vaga que es va convocar a Espanya l'agost del 1917, provocada per la crisi política d'aquell any (Assemblea de Parlamentaris) i per la situació econòmica provocada per la Primera Guerra Mundial, que havia enriquit els empresaris exportadors però havia provocat una forta inflació que perjudicà les classes mitjanes i baixes.
La CNT, que el 1915 tenia 15.000 afiliats i augmentaria a 73.860 el 1918, va dur a terme una campanya per l'abaratiment dels preus el 1916. Poc després va signar un pacte d'Aliança Revolucionària amb la UGT (que tenia 120.000 afiliats), i organitzaren el desembre de 1916 una vaga general de 24 hores que fou tot un èxit. Això va encoratjar més vagues sectorials a la construcció (que durà dos mesos), al tèxtil (que durà juny i juliol) i al ram de l'aigua (quatre mesos).
Aquests èxits van encoratjar ambdós sindicats a preparar una vaga general revolucionària, que fou precipitada per la vaga de ferroviaris de la Companyia del Nord, a València, el juliol de 1917. El 13 d'agost es va proclamar la vaga general revolucionària, que va rebre el suport polític del PSOE i dels partits republicans, que exigiren la constitució d'un govern provisional, que preparés eleccions constituents i emprengués una reforma de la constitució. Es formà un comitè de vaga a nivell estatal presidit per Francisco Largo Caballero i Daniel Anguiano Munguito per UGT, i Julián Besteiro i Andrés Saborit Colomer pel PSOE.
Al rerefons de la vaga havia l'esperança que l'exèrcit es posés al costat dels vaguistes, seguint l'exemple del que havia passat cinc mesos abans a Petrograd en iniciar-se la revolució russa. Però l'exèrcit va reprimir amb duresa les manifestacions, produint-se, en els cinc dies que va durar la vaga, 70 morts i 64 ferits i 2.000 empresonats. A Catalunya la repressió sobre el moviment obrer començà per l'empresonament del comitè de vaga (entre d'altres, Francisco Miranda, Ángel Pestaña i Salvador Seguí) i s'estengué sobre molts dirigents sindicals.
El fracàs de la vaga, degut en part per l'abandó dels polítics en el moment més cru de la revolta, va confirmar a la CNT en la seva posició d'apoliticisme i en llur confiança en l'acció sindical directa davant els empresaris.